# Boy (groupe)
Pour les articles homonymes, voir Boy.
Boy est un groupe de pop fondé en 2008 par la chanteuse suisse Valeska Steiner et la guitariste allemande Sonja Glass. En 2011, elles signent chez Grönland Records, le label de Herbert Grönemeyer. Avec le succès de leur premier single Little Numbers, leur album Mutual Friends, sorti à l'automne 2011 et produit par Philipp Steinke, grimpe jusqu'à la 14e place des charts allemands.
Boy remporte le prix hambourgeois HANS en 2011 dans la catégorie Newcomer of the Year, ainsi que le EBBA Award en 2012.

## Discographie

### Albums
- 2010: Hungry Beast (EP)
- 2011: Mutual Friends (Album, Grönland Records)
- 2011: Little Numbers (Download-Single, Grönland Records)
- 2011: Waitress (Download-Single, Grönland Records)
- 2012: Drive Darling (Download-Single, Grönland Records)
- 2012: Oh Boy (Download-Single, Grönland Records)
- 2015: We Were Here (Album, Grönland Records)

### Vidéos
- 2011: Little Numbers
- 2012: Skin (acoustic)
- 2012: Drive Darling
- 2013: Oh Boy
- 2015: We Were Here

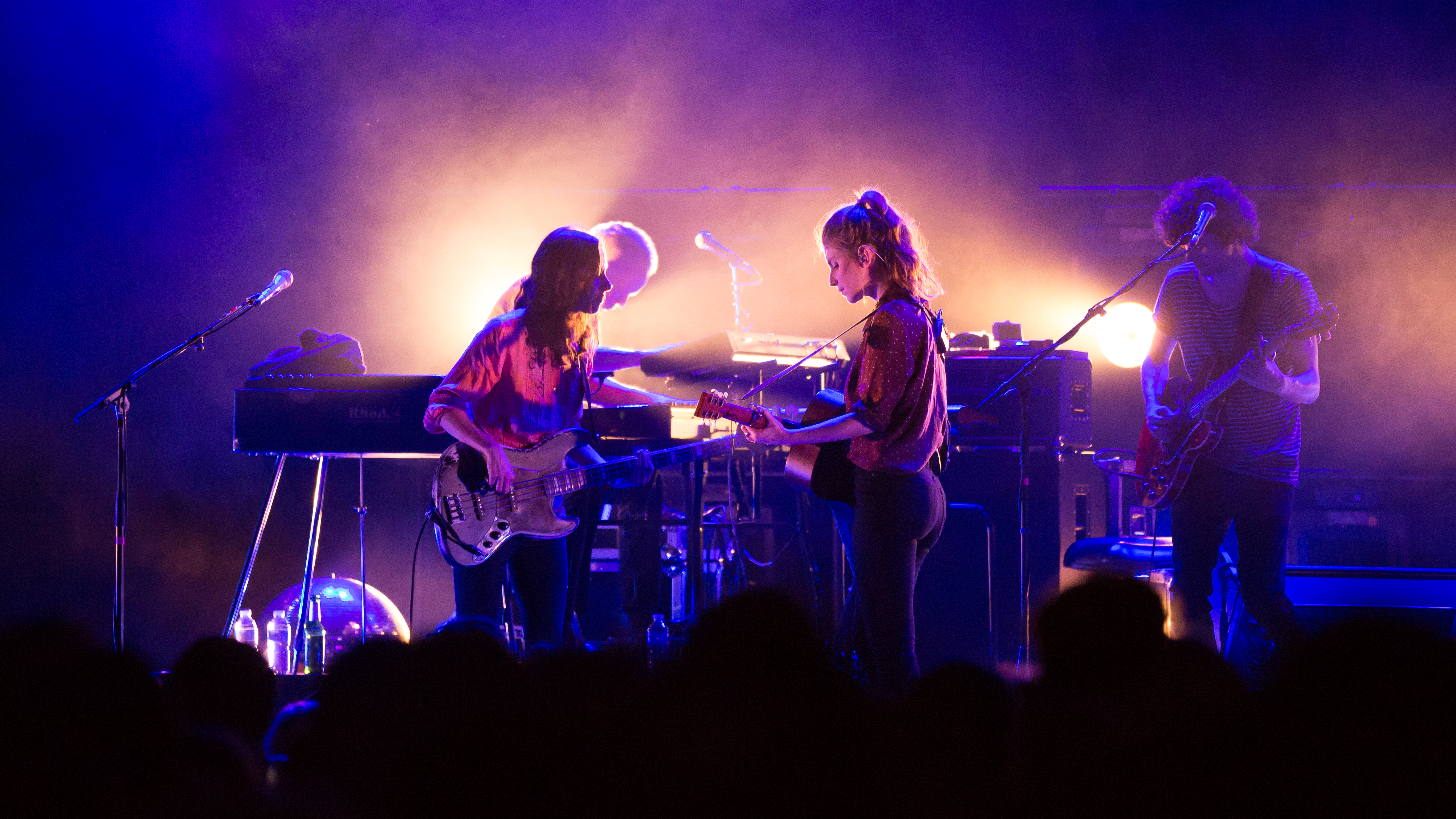
à Wiesbaden, 2016
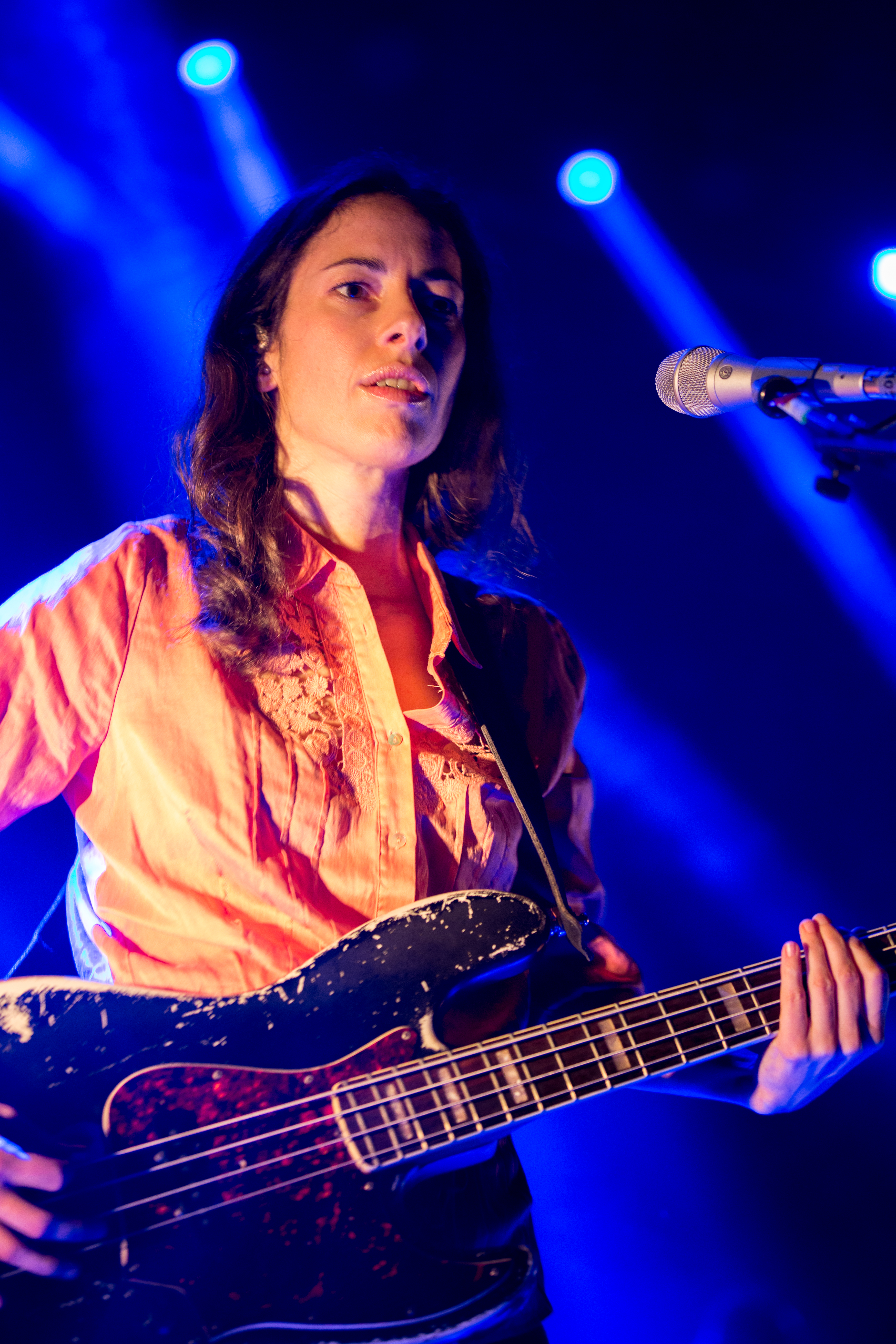
Sonja Glass
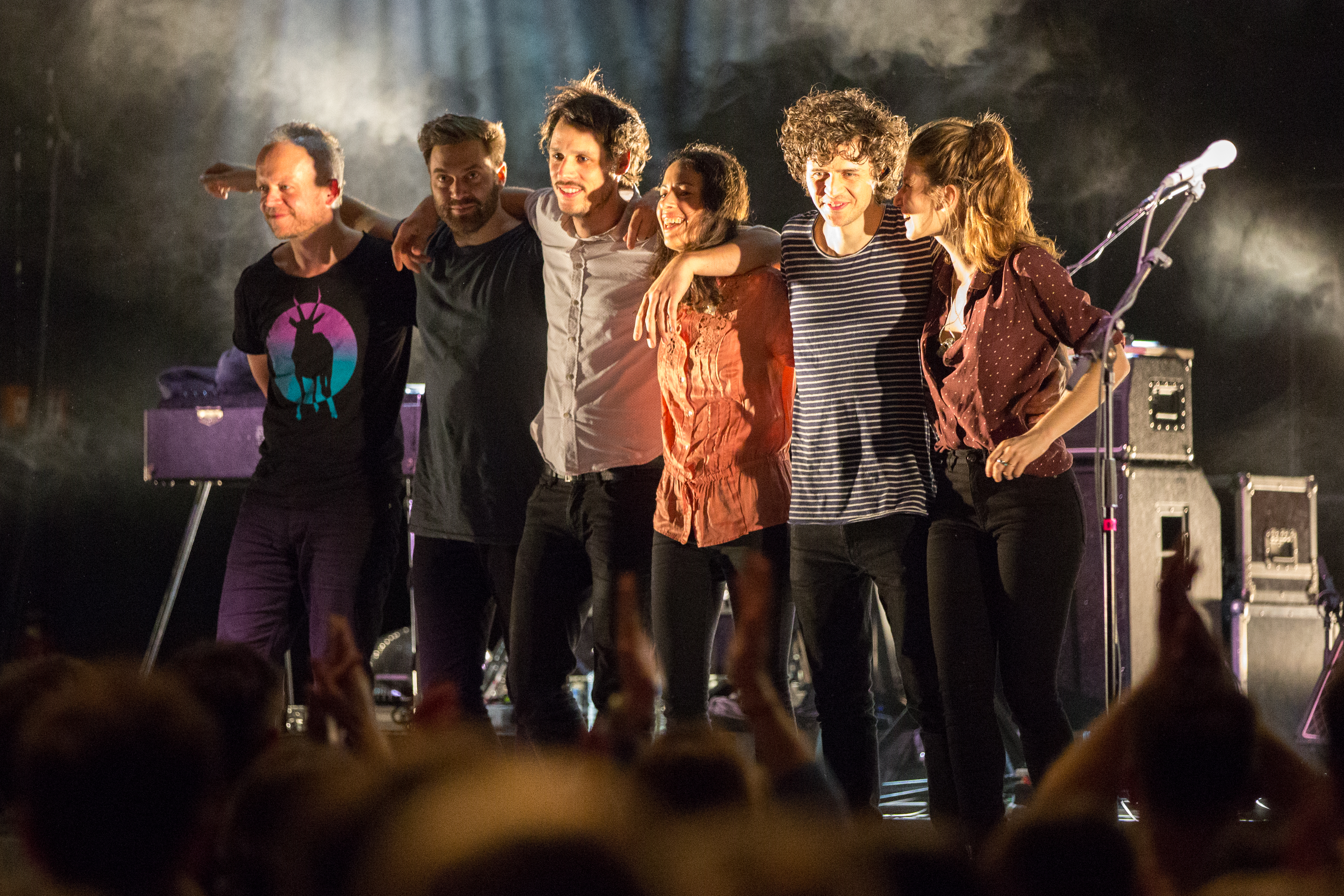
à Wiesbaden, 2016
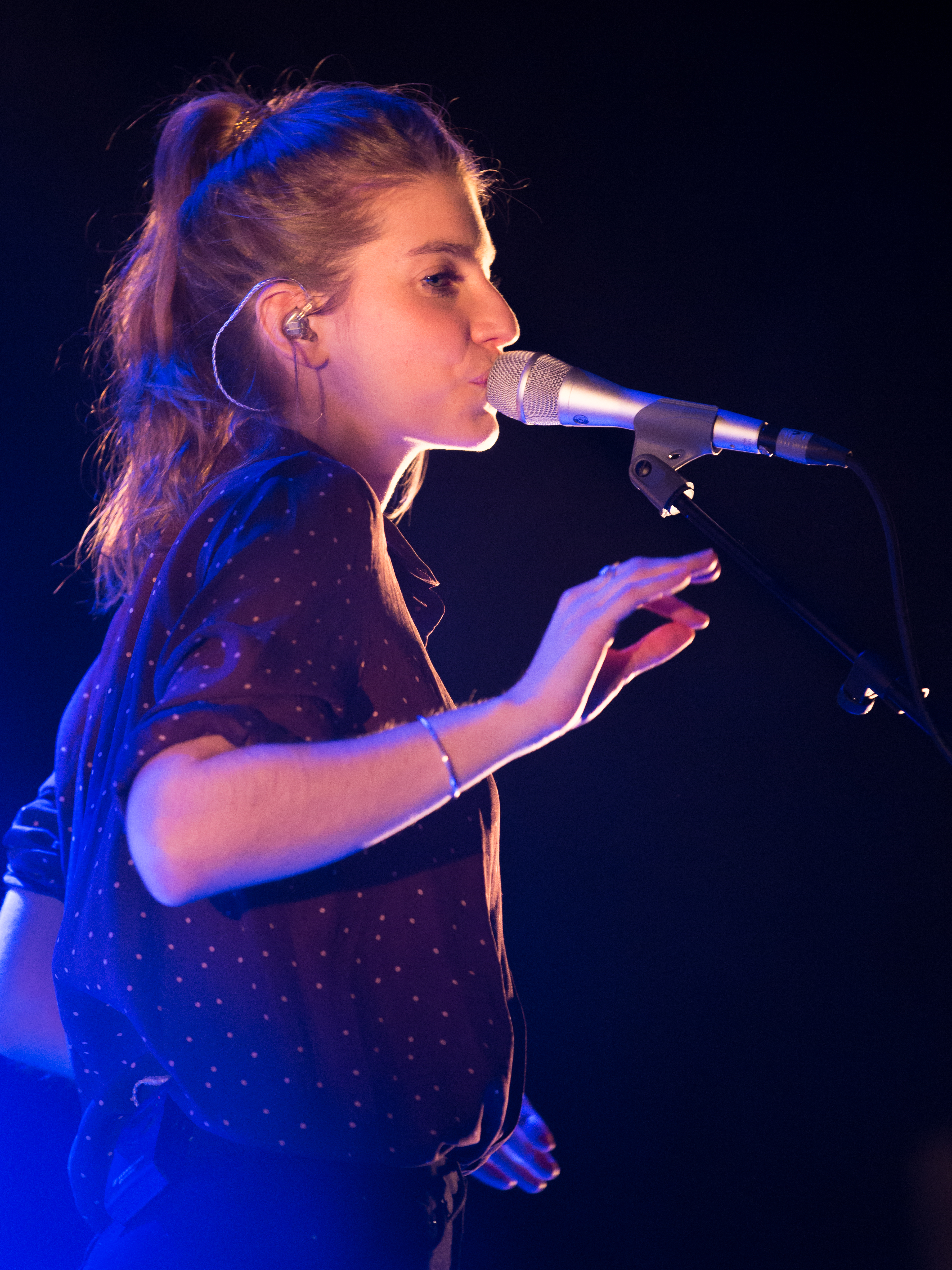
Valeska Steiner

## Télévision
- 2013 : La Rue Sésame Viele kleine Früchte[3]

## Récompenses
- 2011 : Prix musical « HANS » de la ville de Hambourg dans la catégorie « Meilleur espoir hambourgeois »
- 2012 : Lauréat de l'EBBA pour l'album « Mutual Friends »
- 2016 : Sonja Glass est élue lauréate du Prix allemand des auteurs musicaux

## Nominations
- 2016 : le groupe est nommé au concours musical 1Live Krone (organisé par la station radio 1Live) dans la catégorie « meilleur groupe »[4].